# ベン・オズボーン
ベン・オズボーン（Benjamin Jarrod Osborn, 1994年8月5日 - ）は、イングランド・ダービー出身のサッカー選手。ダービー・カウンティFC所属。ポジションはミッドフィールダー。

## 経歴
8歳でダービー・カウンティFCのユースクラブに所属するが1年で放出され、ライバルチームであるノッティンガム・フォレストに9歳のときに加入した。2013年、ゴンサロ・ハラの負傷を受けてトップチームに昇格した。
2014-15シーズンより成績にトップチームにメンバー登録される。同シーズンは監督のスチュアート・ピアースに評価され、チームの年間最優秀選手にノミネートされるもアンディ・リードに敗れた。
2016-17シーズンはアンディ・リードの引退を受けて背番号を38番から11番に変更した。
2019年7月26日、プレミアリーグに復帰したシェフィールド・ユナイテッドFCと3年契約を結んだ。
2024年6月28日、ダービー・カウンティFCに2年契約で移籍した。